# All My Life (Linda Ronstadt & Aaron Neville)
All My Life è un brano musicale pop, inciso nel 1989 da Linda Ronstadt ed Aaron Neville e facente parte dell'album della Ronstadt Cry Like A Rainstorm, Howl Like The Wind. Autori del brano sono Karla Bonoff e Peter Asher.
Il brano si aggiudicò il Premio Grammy nella categoria "miglior performance di un duo o gruppo", mentre il singolo, pubblicato su etichetta Elektra Records, raggiunse il primo posto negli Stati Uniti nella classifica Adult Contemporary.

## Tracce[1]
1. Linda Ronstadt – All My Life (feat. Aaron Neville) – 3:27 (Karla Bonoff-Peter Asher)
2. Linda Ronstadt – Shattered – 2:54

## Classifiche
| Classifica            | Posizione massima | Nr. di settimane |
| --------------------- | ----------------- | ---------------- |
| Paesi Bassi           | 28                |                  |
| US Adult Contemporary | 1                 |                  |
| US Pop Singles chart  | 11                |                  |

## Premi e riconoscimenti
- 1991: Premio Grammy nella categoria "miglior performance di un duo o gruppo"[2][3][4]

## Il brano nella cultura di massa
- Il brano è stato inserito in un episodio della serie televisiva Baywatch, segnatamente nella scene del matrimonio di Shauni McClain (interpretata da Erika Eleniak) con Eddie Kramer (interpretato da Billy Warlock)[1]